# Американське товариство фахівців з кастингу
Американське товариство фахівців з кастингу (англ. Casting Society of America, CSA) — професійне об'єднання, в якому перебувають близько 600 фахівців у галузі кінематографічного, телевізійного та театрального кастингу. В організації представлені фахівці з США, Канади, Австралії, а також з деяких європейських і африканських країн. Товариство заснували Майк Фентон, Аль Онорато і Джо Райх в Лос-Анджелесі в 1982 році. Організація не є професійним союзом.

## Премія Artios Awards
З жовтня 1985 року Американське товариство фахівців з кастингу присуджує нагороду Artios Awards за найкращий підбір акторських ансамблів у фільмах, театральних постановках і на телебаченні. Церемонія вручення премії проводиться щороку в Лос-Анджелесі та Нью-Йорку. Нагорода вручається не менше ніж в 12 різних категоріях.